# Hypertextualitet
Hypertextualitet är en egenskap hos ett dokument, som betecknar att det sammankopplas med andra dokument på ett särskilt vis. Det absolut vanligaste exemplet på hypertexter är webbsidor, där vissa ord är försedda med länkar till andra webbsidor. Länkar på nätet kallades åtminstone tidigare ofta för "hyperlänkar".